# Ford GPA
Ford GPA «Сіп» (англ. Seep, скорочення від Seagoing Jeep — укр. Морський джип) — позашляховик-амфібія, плавуча версія Ford GPW. Однак, на відміну від джипа, Ford GPA мав невдалу конструкцію, тому був дуже повільним і важким через що не володів достатніми можливостями у відкритій воді. Подібні, але покращенні, конструктивні особливості були використані в більш великих і успішних вантажівках-амфібіях DUKW.

## Історія та розвиток
Після того як компанії Willys, Ford та Bantam виробили перші 4500 машин (по 1500 кожна компанія), в березні 1941 року, Рада транспорту США створила проект під керівництвом Національного комітету оборонних досліджень, який отримав назву «QMC-4 1/4 Ton Truck Light Amphibian» (1/4-тонна легка вантажівка-амфібія QMC-4).
Всього виготовлено 12778 автомобілів.